# Protestantyzm w Wietnamie
Protestantyzm w Wietnamie jest według szacunków wyznawany przez 0,5 do 2 procent społeczeństwa. Pomimo że liczba osób należących do kościołów protestanckich jest mała, i waha się od 0,5 do 1,6 mln osób, na początku XX wieku nastąpił przyrost wiernych rzędu 600 procent.
Pierwsza misja protestancka w Wietnamie została założona w 1911 roku przez pastora Roberta A. Jaffraya z Chrześcijańskiego i Misyjnego Sojuszu. W ramach ewangelizacji na tereny obecnego Wietnamu zostało wysłanych 100 duchownych protestanckich.
Według danych z 1967 roku, w Wietnamie Południowym było 150 tysięcy osób deklarujących się jako protestanci, którzy stanowili 1 procent społeczeństwa. Głównie wyznania i kościoły w tamtym czasie to Kościół Reformowany Francji, Kościół Anglii, Chrześcijański i Misyjny Sojusz, Baptyści, Kościoły Chrystusowe, Kościół Adwentystów Dnia Siódmego. Po zwycięstwie Wietnamu Północnego w wojnie wietnamskiej, wiele świątyń zostało zamkniętych lub zniszczonych przez komunistyczne władze.
Obecnie istnieją dwa zarejestrowane protestanckie związki wyznaniowe: Ewangeliczny Kościół Wietnamu Południowego i Ewangeliczny Kościół Wietnamu Północnego.